# Chartreuse Saint-Michel de Mayence
Pour les articles homonymes, voir Saint-Michel.

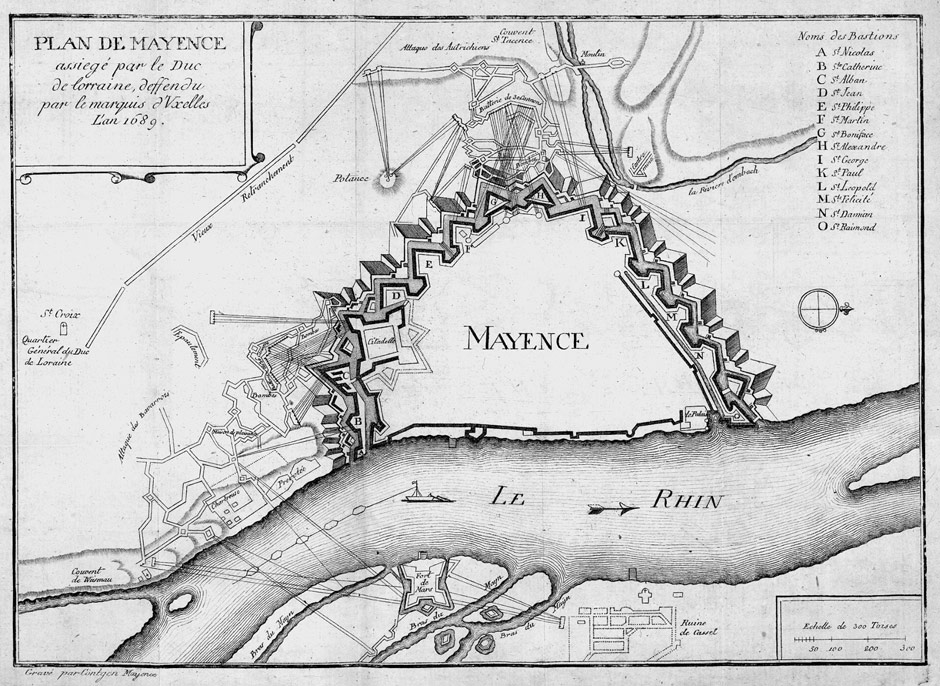
La Chartreuse Saint-Michel devant Mayence dans une gravure à gauche, Paris, 1756.

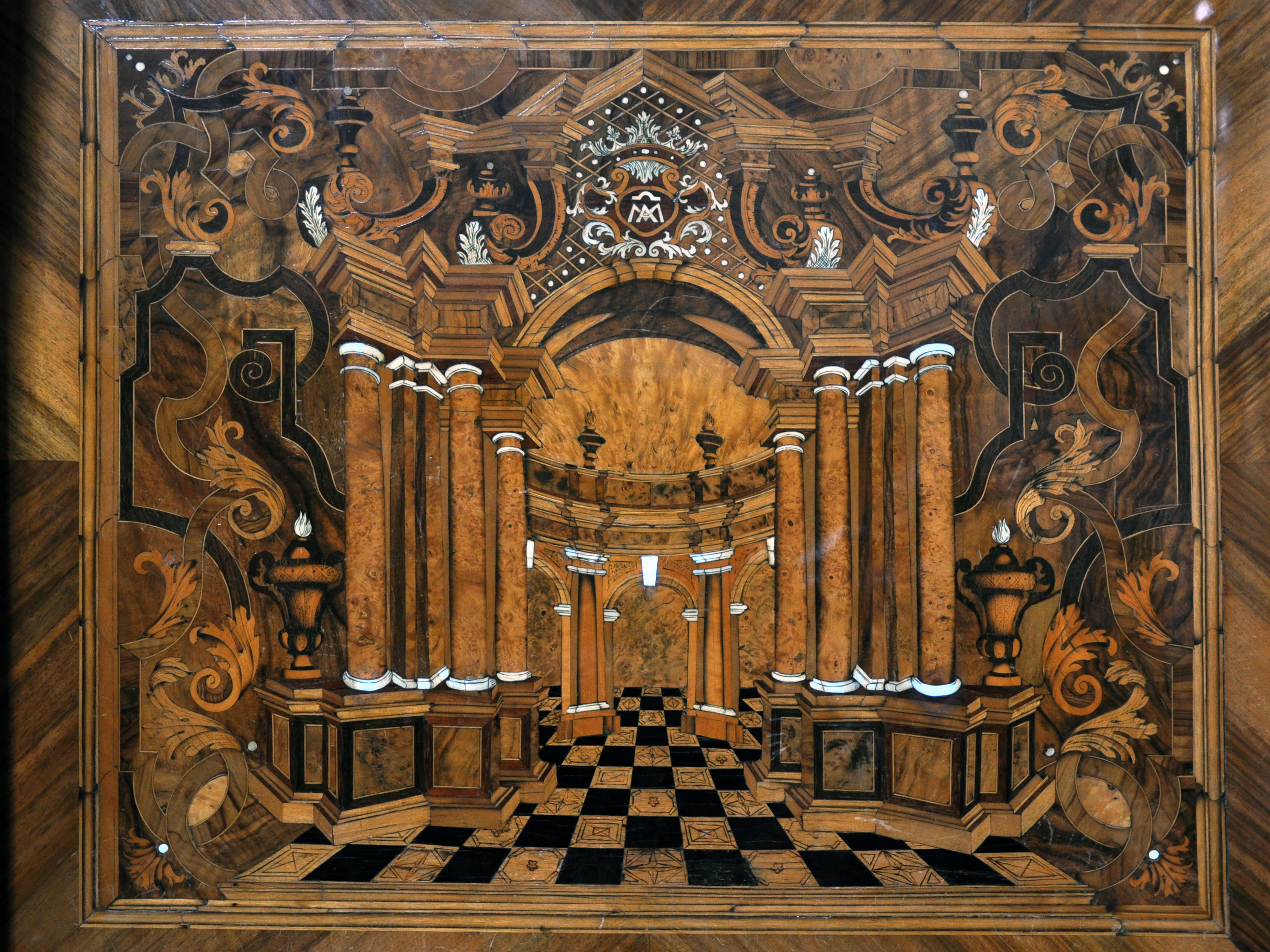
Trèves Cathédrale Stalles.

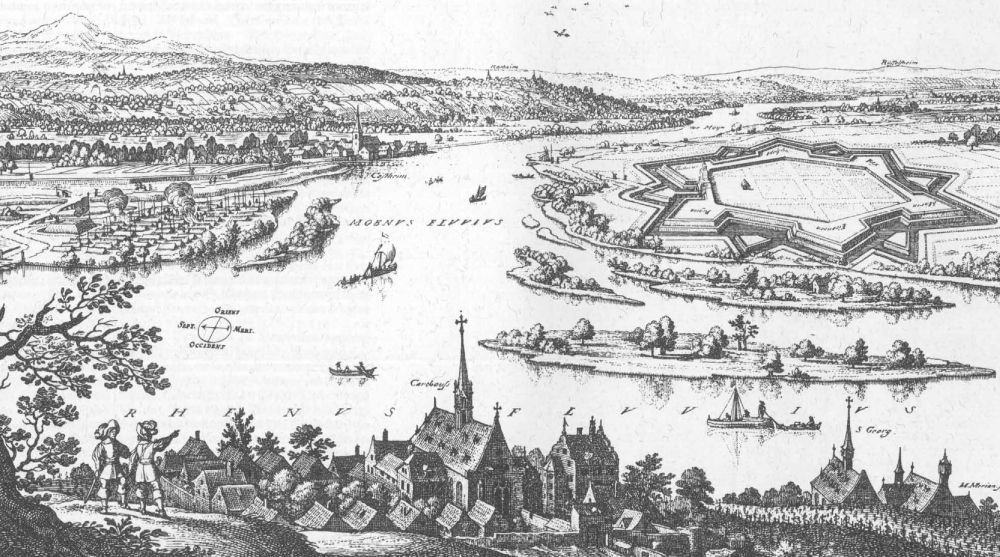
Chartreuse Saint-Michel sur la rive gauche du Rhin.

La chartreuse de l'Archange-Saint-Michel, (Mont-Saint-Michel ou Sankt Michaelsberg bei Mainz), 1308-1781, près de Mayence au diocèse de ce nom, Électorat de Mayence (Allemagne), fut primitivement fondée dans un ancien monastère, par Pierre d'Aspelt, archevêque de Mayence, puis rebâtie sur une montagne peu éloignée de la ville, en 1320.

## Histoire, construction, styles
Cette chartreuse est fondée vers 1308 sous le nom de Val-Saint-Pierre d’abord au village de Kiedrich par l’archevêque de Mayence, Pierre d'Aspelt, mais la charte de fondation n'est établie qu'en 1320. 
En 1324, des difficultés de voisinage la font transférer sous les murs de Mayence, où elle prend le nom de Mont-Saint-Michel. L’église est consacrée en 1350. 
Ludolphe de Saxe y vécut. Dominique de Prusse y est maître des novices en 1434-1435. Son histoire est marquée de destructions et de reconstructions (voir: Histoire de Mayence). Elle eut beaucoup à souffrir des ravages des luthériens, et enfin fut entièrement détruite par l'Électeur, dans le courant du XVIIe siècle. Le bâtiment a été gravement endommagé pendant la guerre de la Ligue d'Augsbourg et restauré en 1692. L'église gothique et les bâtiments monastiques ont été transformés en monastère baroque et ont été achevés en 1701. 
De 1712 à 1753, le prieur Michael Welken (1676-1753), qui était connaisseur d'art, est chargé de l'administration spirituelle et matérielle de la chartreuse. Il fait réaménager l'intérieur de l'église du monastère. La partie des stalles est commencée en 1723 et achevée en 1726. Les stalles, ornées de marqueterie, ont été installées en 1781 à la Cathédrale Saint-Pierre de Trèves. Elles sont l'œuvre de J.-J. Schacht de Hambourg, et de ses vingt-et-un compagnons.

## Sécularisation
À plus de 450 ans d'existence, le 15 novembre 1781, la chartreuse et deux autres monastères (celui de l'Ordre des Clarisses et la Vieille Munster) sont victimes de la sécularisation menée par le prince électeur Frédéric-Charles Joseph d'Erthal, avec le consentement du pape Pie VI et de l'empereur romain germanique Léopold II d'Autriche. Elle ferme ses portes et les moines se dispersent. Sa bibliothèque vient alors enrichir les fonds de l'Université de Mayence.
La chartreuse est entièrement démolie y compris l'église et les cloîtres entre 1790 et 1792. À l'occasion du 700e anniversaire de la fondation, le musée épiscopal de la cathédrale et du diocèse de Mayence présente une exposition interinstitutionnelle avec catalogue et programme scientifique d'accompagnement intitulée “Die unvergleichliche kostbare Carthaus” (L'incomparable et précieux Chartreuse).